# Tromen
El Tromen és un estratovolcà de l'Argentina que s'alça fins als 4.114 msnm. Està situat dins el Parc Provincial El Tromen, a la província del Neuquén. Als peus del volcà hi ha la població de Buta Ranquil.
La darrera erupció va tenir lloc el 1822.
La llacuna Tromen, amb una superfície de 4 km², es troba als peus del vessant nord-oest del volcà, a uns 2.100 msnm.